# Altaj (provinshuvudstad)
Altaj (mongoliska: Алтай) är en provinshuvudstad i Mongoliet. Den ligger i provinsen Gobi-Altaj, i den västra delen av landet, 800 km väster om huvudstaden Ulan Bator. Altaj ligger 2 156 meter över havet och antalet invånare är 15 800.
Terrängen runt Altaj är platt åt nordost, men åt sydväst är den kuperad. Trakten runt Altaj är nära nog obefolkad, med färre än två invånare per kvadratkilometer. Det finns inga andra samhällen i närheten. Trakten runt Altaj består i huvudsak av gräsmarker.